# Interlands Panamees voetbalelftal 2020-2029
Deze pagina toont een chronologisch en gedetailleerd overzicht van de interlands die het Panamees voetbalelftal speelt en heeft gespeeld in de periode 2020 – 2029.

## Interlands

### 2020
|                                                                    |           |       |        |                                                               |
| 25 februari Vriendschappelijk «onderlinge duels» 20:00 uur (UTC−6) | Nicaragua | 0 – 0 | Panama | Estadio Nacional, Managua Scheidsrechter: Óscar Moncada (HON) |
| 25 februari Vriendschappelijk «onderlinge duels» 20:00 uur (UTC−6) |           |       |        | Estadio Nacional, Managua Scheidsrechter: Óscar Moncada (HON) |

|                                                                |           |                                    |        |                                                                                      |
| 4 maart Vriendschappelijk «onderlinge duels» 20:00 uur (UTC−6) | Guatemala | 0 – 2                              | Panama | Estadio Doroteo Guamuch Flores, Guatemala-Stad Scheidsrechter: Germán Martínez (SLV) |
| 4 maart Vriendschappelijk «onderlinge duels» 20:00 uur (UTC−6) |           | 45' José Murillo 83' Edwin Aguilar |        | Estadio Doroteo Guamuch Flores, Guatemala-Stad Scheidsrechter: Germán Martínez (SLV) |

|                                                                   |            |                     |        |                                                                                 |
| 10 oktober Vriendschappelijk «onderlinge duels» 20:00 uur (UTC−6) | Costa Rica | 0 – 1               | Panama | Estadio Nacional, San José Toeschouwers: 0 Scheidsrechter: Keylor Herrera (CRC) |
| 10 oktober Vriendschappelijk «onderlinge duels» 20:00 uur (UTC−6) |            | 90+2' Abdiel Ayarza |        | Estadio Nacional, San José Toeschouwers: 0 Scheidsrechter: Keylor Herrera (CRC) |

|                                                                   |            |                   |        |                                                                                |
| 13 oktober Vriendschappelijk «onderlinge duels» 20:00 uur (UTC−6) | Costa Rica | 0 – 1             | Panama | Estadio Nacional, San José Toeschouwers: 0 Scheidsrechter: Juan Calderón (CRC) |
| 13 oktober Vriendschappelijk «onderlinge duels» 20:00 uur (UTC−6) |            | 39' Abdiel Ayarza |        | Estadio Nacional, San José Toeschouwers: 0 Scheidsrechter: Juan Calderón (CRC) |

|                                                                    |                            |       |        |                                                                                    |
| 13 november Vriendschappelijk «onderlinge duels» 15:15 uur (UTC+1) | Japan                      | 1 – 0 | Panama | Merkur Arena, Graz Toeschouwers: 0 Scheidsrechter: Christian-Petru Ciochirca (AUT) |
| 13 november Vriendschappelijk «onderlinge duels» 15:15 uur (UTC+1) | Takumi Minamino 61' (pen.) |       |        | Merkur Arena, Graz Toeschouwers: 0 Scheidsrechter: Christian-Petru Ciochirca (AUT) |

|                                                                    | |       |                                  |                                                                                               |
| 16 november Vriendschappelijk «onderlinge duels» 20:45 uur (UTC+1) | Verenigde Staten | 6 – 2 | Panama                           | Stadion Wiener Neustadt, Wiener Neustadt Toeschouwers: 0 Scheidsrechter: Harald Lechner (AUT) |
| 16 november Vriendschappelijk «onderlinge duels» 20:45 uur (UTC+1) | Giovanni Reyna 18' Nicholas Gioacchini 22' Nicholas Gioacchini 26' Sebastian Soto 83' Sebastian Lletget 87' Sebastian Soto 90+1' |       | 8' José Fajardo 79' José Fajardo | Stadion Wiener Neustadt, Wiener Neustadt Toeschouwers: 0 Scheidsrechter: Harald Lechner (AUT) |

### 2021
|                                                                   |        |       |        |                                                                                           |
| 28 januari Vriendschappelijk «onderlinge duels» 19:00 uur (UTC−6) | Panama | 0 – 0 | Servië | Estadio Rommel Fernández, Panama-Stad Toeschouwers: 0 Scheidsrechter: Ameth Sánchez (PAN) |
| 28 januari Vriendschappelijk «onderlinge duels» 19:00 uur (UTC−6) |        |       |        | Estadio Rommel Fernández, Panama-Stad Toeschouwers: 0 Scheidsrechter: Ameth Sánchez (PAN) |

|                                                                                 |                |       |          | |
| 25 maart WK 2022 kwalificatie Eerste ronde «onderlinge duels» 20:00 uur (UTC−4) | Panama         | 1 – 0 | Barbados | Estadio Olímpico Félix Sánchez, Santo Domingo (Dominicaanse Republiek) Toeschouwers: 0 Scheidsrechter: Nima Saghafi (USA) |
| 25 maart WK 2022 kwalificatie Eerste ronde «onderlinge duels» 20:00 uur (UTC−4) | Jair Catuy 82' |       |          | Estadio Olímpico Félix Sánchez, Santo Domingo (Dominicaanse Republiek) Toeschouwers: 0 Scheidsrechter: Nima Saghafi (USA) |

|                                                                                 |                   |       |                                          | |
| 28 maart WK 2022 kwalificatie Eerste ronde «onderlinge duels» 16:00 uur (UTC−4) | Dominica          | 1 – 2 | Panama                                   | Estadio Olímpico Félix Sánchez, Santo Domingo (Dominicaanse Republiek) Toeschouwers: 1.500 Scheidsrechter: Marco Ortíz (MEX) |
| 28 maart WK 2022 kwalificatie Eerste ronde «onderlinge duels» 16:00 uur (UTC−4) | Audel Laville 82' |       | 28' (e.d.) Briel Thomas 85' José Fajardo | Estadio Olímpico Félix Sánchez, Santo Domingo (Dominicaanse Republiek) Toeschouwers: 1.500 Scheidsrechter: Marco Ortíz (MEX) |

|                                                                               |          | |        |                                                                                       |
| 5 juni WK 2022 kwalificatie Eerste ronde «onderlinge duels» 19:00 uur (UTC−4) | Anguilla | 0 – 13 | Panama | Estadio Rod Carew, Panama-Stad Toeschouwers: 5.000 Scheidsrechter: Sergio Reyna (GUA) |
| 5 juni WK 2022 kwalificatie Eerste ronde «onderlinge duels» 19:00 uur (UTC−4) |          | 7' Armando Cooper 18' Armando Cooper 31' Jorman Aguilar 35' (pen.) Gabriel Torres 48' (e.d.) Tafari Smith 50' Cecilio Waterman 53' Gabriel Torres 58' Miguel Camargo 70' Gabriel Torres 73' Jair Catuy 83' (pen.) Gabriel Torres 84' Alberto Quintero 90' Francisco Palacios |        | Estadio Rod Carew, Panama-Stad Toeschouwers: 5.000 Scheidsrechter: Sergio Reyna (GUA) |

|                                                                               |                                                        |       |                        |                                                                                                   |
| 8 juni WK 2022 kwalificatie Eerste ronde «onderlinge duels» 20:00 uur (UTC−5) | Panama                                                 | 3 – 0 | Dominicaanse Republiek | Estadio Rod Carew, Panama-Stad Toeschouwers: 5.674 Scheidsrechter: Walter López Castellanos (GUA) |
| 8 juni WK 2022 kwalificatie Eerste ronde «onderlinge duels» 20:00 uur (UTC−5) | Aníbal Godoy 8' Yoel Bárcenas 67' Cecilio Waterman 86' |       |                        | Estadio Rod Carew, Panama-Stad Toeschouwers: 5.674 Scheidsrechter: Walter López Castellanos (GUA) |

|                                                                           |                                           |       |                   |                                                                                        |
| 12 juni WK-kwalificatie Tweede ronde «onderlinge duels» 18:15 uur (UTC−5) | Panama                                    | 2 – 1 | Curaçao           | Estadio Rod Carew, Panama-Stad Toeschouwers: 7.000 Scheidsrechter: Jaime Herrera (SLV) |
| 12 juni WK-kwalificatie Tweede ronde «onderlinge duels» 18:15 uur (UTC−5) | Alberto Quintero 55' Cecilio Waterman 77' |       | 86' Rangelo Janga | Estadio Rod Carew, Panama-Stad Toeschouwers: 7.000 Scheidsrechter: Jaime Herrera (SLV) |

|                                                                           |         |       |        |                                                                                       |
| 15 juni WK-kwalificatie Tweede ronde «onderlinge duels» 20:00 uur (UTC−4) | Curaçao | 0 – 0 | Panama | Ergilio Hatostadion, Willemstad Toeschouwers: 2.760 Scheidsrechter: Marco Ortíz (MEX) |
| 15 juni WK-kwalificatie Tweede ronde «onderlinge duels» 20:00 uur (UTC−4) |         |       |        | Ergilio Hatostadion, Willemstad Toeschouwers: 2.760 Scheidsrechter: Marco Ortíz (MEX) |

|                                                                |                                                      |       |        |                                                                                     |
| 30 juni Vriendschappelijk «onderlinge duels» 19:00 uur (UTC−5) | Mexico                                               | 3 – 0 | Panama | Nissan Stadium, Nashville Toeschouwers: 30.386 Scheidsrechter: Kevin Morrison (JAM) |
| 30 juni Vriendschappelijk «onderlinge duels» 19:00 uur (UTC−5) | Diego Lainez 21' César Montes 57' Henry Martín 90+1' |       |        | Nissan Stadium, Nashville Toeschouwers: 30.386 Scheidsrechter: Kevin Morrison (JAM) |

| CONCACAF Gold Cup 2021 |
| ---------------------- |

|                                                               |                                                           |       |                                                                   |                                                                                     |
| 13 juli Gold Cup Groep D «onderlinge duels» 20:50 uur (UTC−4) | Qatar                                                     | 3 – 3 | Panama                                                            | BBVA Stadium, Houston Toeschouwers: 10.625 Scheidsrechter: César Arturo Ramos (MEX) |
| 13 juli Gold Cup Groep D «onderlinge duels» 20:50 uur (UTC−4) | Akram Afif 48' Almoez Ali 53' Hassan Al-Haidos 63' (pen.) |       | 51' Rolando Blackburn 58' Rolando Blackburn 79' (pen.) Eric Davis | BBVA Stadium, Houston Toeschouwers: 10.625 Scheidsrechter: César Arturo Ramos (MEX) |

|                                                               |                                         |       |                                                         |                                                                                |
| 17 juli Gold Cup Groep D «onderlinge duels» 21:30 uur (UTC−4) | Panama                                  | 2 – 3 | Honduras                                                | BBVA Stadium, Houston Toeschouwers: 3.508 Scheidsrechter: Bakary Gassama (GAM) |
| 17 juli Gold Cup Groep D «onderlinge duels» 21:30 uur (UTC−4) | Eric Davis 32' (pen.) César Yanis 45+1' |       | 22' Romell Quioto 65' Romell Quioto 61' Alexander López | BBVA Stadium, Houston Toeschouwers: 3.508 Scheidsrechter: Bakary Gassama (GAM) |

|                                                               |                                                                     |       |                 |                                                                                        |
| 20 juli Gold Cup Groep D «onderlinge duels» 23:30 uur (UTC−4) | Panama                                                              | 3 – 1 | Grenada         | Exploria Stadium, Orlando Toeschouwers: 1.548 Scheidsrechter: César Arturo Ramos (MEX) |
| 20 juli Gold Cup Groep D «onderlinge duels» 23:30 uur (UTC−4) | Alberto Quintero 7' José Luis Rodríguez 27' José Luis Rodríguez 64' |       | 76' Romar Frank | Exploria Stadium, Orlando Toeschouwers: 1.548 Scheidsrechter: César Arturo Ramos (MEX) |

|  |  |  |  |  |  |  |  |  |

|                                                                              |        |       |            |                                                                                              |
| 2 september WK-kwalificatie Finaleronde «onderlinge duels» 20:05 uur (UTC−5) | Panama | 0 – 0 | Costa Rica | Estadio Rommel Fernández, Panama-Stad Toeschouwers: 14.000 Scheidsrechter: Iván Barton (SLV) |
| 2 september WK-kwalificatie Finaleronde «onderlinge duels» 20:05 uur (UTC−5) |        |       |            | Estadio Rommel Fernández, Panama-Stad Toeschouwers: 14.000 Scheidsrechter: Iván Barton (SLV) |

|                                                                              |         |                                                               |        |                                                                                  |
| 5 september WK-kwalificatie Finaleronde «onderlinge duels» 17:00 uur (UTC−5) | Jamaica | 0 – 3                                                         | Panama | Independence Park, Kingston Toeschouwers: 0 Scheidsrechter: Ismael Cornejo (SLV) |
| 5 september WK-kwalificatie Finaleronde «onderlinge duels» 17:00 uur (UTC−5) |         | 14' Andrés Andrade 39' Rolando Blackburn 81' Cecilio Waterman |        | Independence Park, Kingston Toeschouwers: 0 Scheidsrechter: Ismael Cornejo (SLV) |

|                                                                              |                       |       |                         |                                                                                                |
| 8 september WK-kwalificatie Finaleronde «onderlinge duels» 19:05 uur (UTC−5) | Panama                | 1 – 1 | Mexico                  | Estadio Rommel Fernández, Panama-Stad Toeschouwers: 16.000 Scheidsrechter: Mario Escobar (GUA) |
| 8 september WK-kwalificatie Finaleronde «onderlinge duels» 19:05 uur (UTC−5) | Rolando Blackburn 28' |       | 76' Jesús Manuel Corona | Estadio Rommel Fernández, Panama-Stad Toeschouwers: 16.000 Scheidsrechter: Mario Escobar (GUA) |

|                                                                            |                      |       |        |                                                                                          |
| 7 oktober WK-kwalificatie Finaleronde «onderlinge duels» 20:05 uur (UTC−6) | El Salvador          | 1 – 0 | Panama | Estadio Cuscatlán, San Salvador Toeschouwers: 10.000 Scheidsrechter: Oshane Nation (JAM) |
| 7 oktober WK-kwalificatie Finaleronde «onderlinge duels» 20:05 uur (UTC−6) | Enrico Hernández 37' |       |        | Estadio Cuscatlán, San Salvador Toeschouwers: 10.000 Scheidsrechter: Oshane Nation (JAM) |

|                                                                             |                  |       |                  | |
| 10 oktober WK-kwalificatie Finaleronde «onderlinge duels» 17:00 uur (UTC−5) | Panama           | 1 – 0 | Verenigde Staten | Estadio Rommel Fernández, Panama-Stad Toeschouwers: 21.000 Scheidsrechter: César Arturo Ramos (MEX) |
| 10 oktober WK-kwalificatie Finaleronde «onderlinge duels» 17:00 uur (UTC−5) | Aníbal Godoy 54' |       |                  | Estadio Rommel Fernández, Panama-Stad Toeschouwers: 21.000 Scheidsrechter: César Arturo Ramos (MEX) |

|                                                                             |                                                                                      |       |                      |                                                                                  |
| 13 oktober WK-kwalificatie Finaleronde «onderlinge duels» 19:30 uur (UTC−4) | Canada                                                                               | 4 – 1 | Panama               | BMO Field, Toronto Toeschouwers: 26.662 Scheidsrechter: Armando Villarreal (USA) |
| 13 oktober WK-kwalificatie Finaleronde «onderlinge duels» 19:30 uur (UTC−4) | Michael Murillo 28' (e.d.) Alphonso Davies 66' Tajon Buchanan 71' Jonathan David 78' |       | 5' Rolando Blackburn | BMO Field, Toronto Toeschouwers: 26.662 Scheidsrechter: Armando Villarreal (USA) |

|                                                                              |                                  |       |                                                     | |
| 12 november WK-kwalificatie Finaleronde «onderlinge duels» 19:05 uur (UTC−6) | Honduras                         | 2 – 3 | Panama                                              | Estadio Olímpico Metropolitano, San Pedro Sula Toeschouwers: 10.000 Scheidsrechter: Drew Fischer (CAN) |
| 12 november WK-kwalificatie Finaleronde «onderlinge duels» 19:05 uur (UTC−6) | Alberth Elis 30' Brayan Moya 59' |       | 77' Cecilio Waterman 81' César Yanis 85' Eric Davis | Estadio Olímpico Metropolitano, San Pedro Sula Toeschouwers: 10.000 Scheidsrechter: Drew Fischer (CAN) |

|                                                                              |                                         |       |                    |                                                                                              |
| 16 november WK-kwalificatie Finaleronde «onderlinge duels» 20:05 uur (UTC−5) | Panama                                  | 2 – 1 | El Salvador        | Estadio Rommel Fernández, Panama-Stad Toeschouwers: 15.000 Scheidsrechter: Marco Ortíz (MEX) |
| 16 november WK-kwalificatie Finaleronde «onderlinge duels» 20:05 uur (UTC−5) | Cecilio Waterman 50' Freddy Góndola 52' |       | 1' Jairo Henríquez | Estadio Rommel Fernández, Panama-Stad Toeschouwers: 15.000 Scheidsrechter: Marco Ortíz (MEX) |

### 2022
|                                                                   |                 |       |                   |                                                                                 |
| 16 januari Vriendschappelijk «onderlinge duels» 16:00 uur (UTC−5) | Peru            | 1 – 1 | Panama            | Estadio Nacional, Lima Toeschouwers: 0 Scheidsrechter: Fernando Echenique (ARG) |
| 16 januari Vriendschappelijk «onderlinge duels» 16:00 uur (UTC−5) | Alex Valera 37' |       | 72' Abdiel Ayarza | Estadio Nacional, Lima Toeschouwers: 0 Scheidsrechter: Fernando Echenique (ARG) |

|                                                                             |                |       |        |                                                                                     |
| 27 januari WK-kwalificatie Finaleronde «onderlinge duels» 20:05 uur (UTC−6) | Costa Rica     | 1 – 0 | Panama | Estadio Nacional, San José Toeschouwers: 21.000 Scheidsrechter: Ismail Elfath (USA) |
| 27 januari WK-kwalificatie Finaleronde «onderlinge duels» 20:05 uur (UTC−6) | Bryan Ruiz 65' |       |        | Estadio Nacional, San José Toeschouwers: 21.000 Scheidsrechter: Ismail Elfath (USA) |

|                                                                             |                                                           |       |                                          |                                                                                          |
| 30 januari WK-kwalificatie Finaleronde «onderlinge duels» 17:05 uur (UTC−5) | Panama                                                    | 3 – 2 | Jamaica                                  | Estadio Rommel Fernández, Panama-Stad Toeschouwers: 0 Scheidsrechter: Selvin Brown (HON) |
| 30 januari WK-kwalificatie Finaleronde «onderlinge duels» 17:05 uur (UTC−5) | Javain Brown 43' (e.d.) Eric Davis 51' Azmahar Ariano 69' |       | 5' (pen.) Michail Antonio 87' Andre Gray | Estadio Rommel Fernández, Panama-Stad Toeschouwers: 0 Scheidsrechter: Selvin Brown (HON) |

|                                                                             |                         |       |        |                                                                               |
| 2 februari WK-kwalificatie Finaleronde «onderlinge duels» 21:00 uur (UTC−6) | Mexico                  | 1 – 0 | Panama | Aztekenstadion, Mexico-Stad Toeschouwers: 0 Scheidsrechter: Iván Barton (SLV) |
| 2 februari WK-kwalificatie Finaleronde «onderlinge duels» 21:00 uur (UTC−6) | Raúl Jiménez 80' (pen.) |       |        | Aztekenstadion, Mexico-Stad Toeschouwers: 0 Scheidsrechter: Iván Barton (SLV) |

|                                                                           |                       |       |                 |                                                                                                |
| 24 maart WK-kwalificatie Finaleronde «onderlinge duels» 20:05 uur (UTC−5) | Panama                | 1 – 1 | Honduras        | Estadio Rommel Fernández, Panama-Stad Toeschouwers: 24.000 Scheidsrechter: Ismail Elfath (USA) |
| 24 maart WK-kwalificatie Finaleronde «onderlinge duels» 20:05 uur (UTC−5) | Rolando Blackburn 23' |       | 65' Kevin López | Estadio Rommel Fernández, Panama-Stad Toeschouwers: 24.000 Scheidsrechter: Ismail Elfath (USA) |

|                                                                           | |       |                  |                                                                                  |
| 27 maart WK-kwalificatie Finaleronde «onderlinge duels» 19:00 uur (UTC−4) | Verenigde Staten | 5 – 1 | Panama           | Exploria Stadium, Orlando Toeschouwers: 25.022 Scheidsrechter: Iván Barton (SLV) |
| 27 maart WK-kwalificatie Finaleronde «onderlinge duels» 19:00 uur (UTC−4) | Christian Pulisic 17' (pen.) Paul Arriola 23' Jesús Ferreira 27' Christian Pulisic 45+4' (pen.) Christian Pulisic 65' |       | 86' Aníbal Godoy | Exploria Stadium, Orlando Toeschouwers: 25.022 Scheidsrechter: Iván Barton (SLV) |

|                                                                           |                    |       |        |                                                                                              |
| 30 maart WK-kwalificatie Finaleronde «onderlinge duels» 20:05 uur (UTC−5) | Panama             | 1 – 0 | Canada | Estadio Rommel Fernández, Panama-Stad Toeschouwers: 8.000 Scheidsrechter: Jair Marrufo (USA) |
| 30 maart WK-kwalificatie Finaleronde «onderlinge duels» 20:05 uur (UTC−5) | Gabriel Torres 49' |       |        | Estadio Rommel Fernández, Panama-Stad Toeschouwers: 8.000 Scheidsrechter: Jair Marrufo (USA) |

|                                                              |                                                        |             |                                        |                                                              |
| 1 mei Vriendschappelijk «onderlinge duels» 16:00 uur (UTC−4) | El Salvador                                            | 3 – 2 gest. | Panama                                 | WakeMed Soccer Park, Cary Scheidsrechter: Selvin Brown (HON) |
| 1 mei Vriendschappelijk «onderlinge duels» 16:00 uur (UTC−4) | Bryan Tamacas 34' Cristian Gil 54' Jairo Henríquez 64' |             | 5' Azarías Londoño 16' Richard Peralta | WakeMed Soccer Park, Cary Scheidsrechter: Selvin Brown (HON) |

|                                                                             |                                      |       |            |                                                                                                |
| 2 juni CONCACAF Nations League Groep B «onderlinge duels» 18:30 uur (UTC−5) | Panama                               | 2 – 0 | Costa Rica | Estadio Rommel Fernández, Panama-Stad Toeschouwers: 0 Scheidsrechter: Fernando Hernández (MEX) |
| 2 juni CONCACAF Nations League Groep B «onderlinge duels» 18:30 uur (UTC−5) | Ismael Díaz 52' Cecilio Waterman 76' |       |            | Estadio Rommel Fernández, Panama-Stad Toeschouwers: 0 Scheidsrechter: Fernando Hernández (MEX) |

|                                                          |                                                                                                   |       |            |                                                                                            |
| 9 juni CONCACAF Nations League Groep B 19:00 uur (UTC−5) | Panama                                                                                            | 5 – 0 | Martinique | Estadio Rommel Fernández, Panama-Stad Toeschouwers: 0 Scheidsrechter: Ismael Cornejo (SLV) |
| 9 juni CONCACAF Nations League Groep B 19:00 uur (UTC−5) | Gabriel Torres 6' Karl Vitulin 15' (e.d.) Fidel Escobar 56' Yoel Bárcenas 85' Yoel Bárcenas 90+3' |       |            | Estadio Rommel Fernández, Panama-Stad Toeschouwers: 0 Scheidsrechter: Ismael Cornejo (SLV) |

|                                                                | |       |        |                                                                                          |
| 11 juni Vriendschappelijk «onderlinge duels» 17:00 uur (UTC−3) | Uruguay                                                                                            | 5 – 0 | Panama | Estadio Centenario, Montevideo Toeschouwers: 40.000 Scheidsrechter: Cristián Garay (CHI) |
| 11 juni Vriendschappelijk «onderlinge duels» 17:00 uur (UTC−3) | Edinson Cavani 39' Edinson Cavani 48' (pen.) Nicolás De La Cruz 58' Máxi Gómez 58' Diego Rossi 77' |       |        | Estadio Centenario, Montevideo Toeschouwers: 40.000 Scheidsrechter: Cristián Garay (CHI) |

|                                                           |            |       |        |                                                                                             |
| 12 juni CONCACAF Nations League Groep B 18:00 uur (UTC−4) | Martinique | 0 – 0 | Panama | Stade Pierre-Aliker, Fort-de-France Toeschouwers: 0 Scheidsrechter: Fernando Guerrero (MEX) |
| 12 juni CONCACAF Nations League Groep B 18:00 uur (UTC−4) |            |       |        | Stade Pierre-Aliker, Fort-de-France Toeschouwers: 0 Scheidsrechter: Fernando Guerrero (MEX) |

|                                                                     |         |                                     |        |                                                                                      |
| 27 september Vriendschappelijk «onderlinge duels» 19:00 uur (UTC+3) | Bahrein | 0 – 2                               | Panama | Bahrain National Stadium, Riffa Toeschouwers: 200 Scheidsrechter: Khalid Saleh (KSA) |
| 27 september Vriendschappelijk «onderlinge duels» 19:00 uur (UTC+3) |         | 18' Michael Murillo 46' Ismael Díaz |        | Bahrain National Stadium, Riffa Toeschouwers: 200 Scheidsrechter: Khalid Saleh (KSA) |

|                                                                   |                                  |       |                          |                                                                                        |
| 5 november Vriendschappelijk «onderlinge duels» 18:30 uur (UTC+1) | Qatar                            | 2 – 1 | Panama                   | Marbella Football Center, Marbella Toeschouwers: 0 Scheidsrechter: Jason Barcelo (GIB) |
| 5 november Vriendschappelijk «onderlinge duels» 18:30 uur (UTC+1) | Almoez Ali 18' Karim Boudiaf 23' |       | 66' (pen.) Yoel Bárcenas | Marbella Football Center, Marbella Toeschouwers: 0 Scheidsrechter: Jason Barcelo (GIB) |

|                                                                    |                   |       |                |                                                                                     |
| 10 november Vriendschappelijk «onderlinge duels» 16:00 uur (UTC+4) | Saoedi-Arabië     | 1 – 1 | Panama         | Al Nahyanstadion, Abu Dhabi Toeschouwers: 1.000 Scheidsrechter: Yahya Almulla (VAE) |
| 10 november Vriendschappelijk «onderlinge duels» 16:00 uur (UTC+4) | Haitham Asiri 37' |       | 8' Ismael Díaz | Al Nahyanstadion, Abu Dhabi Toeschouwers: 1.000 Scheidsrechter: Yahya Almulla (VAE) |

|                                                                    |                                  |       |                                                     |                                                                                                 |
| 15 november Vriendschappelijk «onderlinge duels» 21:00 uur (UTC+4) | Panama                           | 2 – 2 | Venezuela                                           | Al Hamriya Sportclub Stadion, Al Hamriya Toeschouwers: 250 Scheidsrechter: Sultan Mohamed (VAE) |
| 15 november Vriendschappelijk «onderlinge duels» 21:00 uur (UTC+4) | José Fajardo 26' César Yanis 79' |       | 83' (pen.) Salomón Rondón 90+3' Ernesto Torregrossa | Al Hamriya Sportclub Stadion, Al Hamriya Toeschouwers: 250 Scheidsrechter: Sultan Mohamed (VAE) |

|                                                                    |                              |       |                     |                                                                                               |
| 18 november Vriendschappelijk «onderlinge duels» 14:00 uur (UTC+4) | Kameroen                     | 1 – 1 | Panama              | Mohammed Bin Zayidstadion, Abu Dhabi Toeschouwers: 1.500 Scheidsrechter: Sultan Mohamed (VAE) |
| 18 november Vriendschappelijk «onderlinge duels» 14:00 uur (UTC+4) | Eric Maxim Choupo-Moting 48' |       | 55' Michael Murillo | Mohammed Bin Zayidstadion, Abu Dhabi Toeschouwers: 1.500 Scheidsrechter: Sultan Mohamed (VAE) |

### 2023
|                                                                 |                       |       |                   |                                                                              |
| 12 maart Vriendschappelijk «onderlinge duels» 15:30 uur (UTC−7) | Guatemala             | 1 – 1 | Panama            | PayPal Park, San Jose Toeschouwers: 5.000 Scheidsrechter: Nima Saghafi (USA) |
| 12 maart Vriendschappelijk «onderlinge duels» 15:30 uur (UTC−7) | Darwin Lom 85' (pen.) |       | 18' Carlos Harvey | PayPal Park, San Jose Toeschouwers: 5.000 Scheidsrechter: Nima Saghafi (USA) |

|                                                                 |                                    |       |        |                                                                                          |
| 23 maart Vriendschappelijk «onderlinge duels» 20:30 uur (UTC−3) | Argentinië                         | 2 – 0 | Panama | El Monumental, Buenos Aires Toeschouwers: 83.214 Scheidsrechter: Cristian Ferreyra (URU) |
| 23 maart Vriendschappelijk «onderlinge duels» 20:30 uur (UTC−3) | Thiago Almada 78' Lionel Messi 89' |       |        | El Monumental, Buenos Aires Toeschouwers: 83.214 Scheidsrechter: Cristian Ferreyra (URU) |

|                                                                               |            |                  |        |                                                                     |
| 28 maart CONCACAF Nations League Groep B «onderlinge duels» 20:00 uur (UTC−6) | Costa Rica | 0 – 1            | Panama | Estadio Nacional, San José Scheidsrechter: César Arturo Ramos (MEX) |
| 28 maart CONCACAF Nations League Groep B «onderlinge duels» 20:00 uur (UTC−6) |            | 77' José Fajardo |        | Estadio Nacional, San José Scheidsrechter: César Arturo Ramos (MEX) |

|                                                                |                                                             |       |                                       |                                                                                            |
| 10 juni Vriendschappelijk «onderlinge duels» 19:00 uur (UTC−5) | Panama                                                      | 3 – 2 | Nicaragua                             | Estadio Universidad Latina, Penonomé Toeschouwers: 3.000 Scheidsrechter: David Gómez (CRC) |
| 10 juni Vriendschappelijk «onderlinge duels» 19:00 uur (UTC−5) | Michael Murillo 55' Michael Murillo 81' Roderick Miller 84' |       | 44' Widman Talavera 62' Óscar Acevedo | Estadio Universidad Latina, Penonomé Toeschouwers: 3.000 Scheidsrechter: David Gómez (CRC) |

|                                                                                   |        |                                        |        | |
| 15 juni CONCACAF Nations League Halve finale «onderlinge duels» 16:00 uur (UTC−7) | Panama | 0 – 2                                  | Canada | Allegiant Stadium, Paradise Toeschouwers: 65.000 Scheidsrechter: Juan Gabriel Calderón (CRC) Video-assistent: Benjamín Pineda (CRC) |
| 15 juni CONCACAF Nations League Halve finale «onderlinge duels» 16:00 uur (UTC−7) |        | 25' Jonathan David 70' Alphonso Davies |        | Allegiant Stadium, Paradise Toeschouwers: 65.000 Scheidsrechter: Juan Gabriel Calderón (CRC) Video-assistent: Benjamín Pineda (CRC) |

|                                                                                   |        |                   |        | |
| 18 juni CONCACAF Nations League Troostfinale «onderlinge duels» 15:00 uur (UTC−7) | Panama | 0 – 1             | Mexico | Allegiant Stadium, Paradise Toeschouwers: 35.000 Scheidsrechter: Daneon Parchment (JAM) Video-assistent: Tatiana Guzmán (NCA) |
| 18 juni CONCACAF Nations League Troostfinale «onderlinge duels» 15:00 uur (UTC−7) |        | 4' Jesús Gallardo |        | Allegiant Stadium, Paradise Toeschouwers: 35.000 Scheidsrechter: Daneon Parchment (JAM) Video-assistent: Tatiana Guzmán (NCA) |

| CONCACAF Gold Cup 2023 |
| ---------------------- |

|                                                               |                    |       |                                    | |
| 26 juni Gold Cup Groep C «onderlinge duels» 20:30 uur (UTC−4) | Costa Rica         | 1 – 2 | Panama                             | DRV PNK Stadium, Fort Lauderdale Toeschouwers: 10.101 Scheidsrechter: Drew Fischer (CAN) Video-assistent: Edvin Jurisevic (USA) |
| 26 juni Gold Cup Groep C «onderlinge duels» 20:30 uur (UTC−4) | Aarón Suárez 90+1' |       | 23' José Fajardo 68' Yoel Bárcenas | DRV PNK Stadium, Fort Lauderdale Toeschouwers: 10.101 Scheidsrechter: Drew Fischer (CAN) Video-assistent: Edvin Jurisevic (USA) |

|                                            |                   |       |                                      | |
| 30 juni Gold Cup Groep C 18:30 uur (UTC−4) | Martinique        | 1 – 2 | Panama                               | Red Bull Arena, Harrison Toeschouwers: 22.615 Scheidsrechter: Said Martínez (HON) Video-assistent: Tatiana Guzmán (NCA) |
| 30 juni Gold Cup Groep C 18:30 uur (UTC−4) | Karl Fabien 90+5' |       | 57' José Fajardo 69' Michael Murillo | Red Bull Arena, Harrison Toeschouwers: 22.615 Scheidsrechter: Said Martínez (HON) Video-assistent: Tatiana Guzmán (NCA) |

|                                                              |                                   |       |                               | |
| 4 juli Gold Cup Groep C «onderlinge duels» 19:30 uur (UTC−5) | Panama                            | 2 – 2 | El Salvador                   | Shell Energy Stadium, Houston Toeschouwers: 20.002 Scheidsrechter: Walter López Castellanos (GUA) Video-assistent: Guillermo Pacheco (MEX) |
| 4 juli Gold Cup Groep C «onderlinge duels» 19:30 uur (UTC−5) | Fidel Escobar 26' Ismael Díaz 71' |       | 4' Brayan Gil 90+1' Mayer Gil | Shell Energy Stadium, Houston Toeschouwers: 20.002 Scheidsrechter: Walter López Castellanos (GUA) Video-assistent: Guillermo Pacheco (MEX) |

|                                                                  |                                                                   |       |       | |
| 8 juli Gold Cup Kwartfinale «onderlinge duels» 18:00 uur (UTC−5) | Panama                                                            | 4 – 0 | Qatar | AT&T Stadium, Arlington Toeschouwers: 60.355 Scheidsrechter: César Arturo Ramos (MEX) Video-assistent: Erick Miranda (MEX) |
| 8 juli Gold Cup Kwartfinale «onderlinge duels» 18:00 uur (UTC−5) | Yoel Bárcenas 19' Ismael Díaz 56' Ismael Díaz 63' Ismael Díaz 65' |       |       | AT&T Stadium, Arlington Toeschouwers: 60.355 Scheidsrechter: César Arturo Ramos (MEX) Video-assistent: Erick Miranda (MEX) |

|                                                                    |                                                                                            |              |                                                                                                   | |
| 12 juli Gold Cup Halve finale «onderlinge duels» 19:00 uur (UTC−7) | Verenigde Staten                                                                           | 1 – 1 (n.v.) | Panama                                                                                            | Snapdragon Stadium, San Diego Toeschouwers: 31.690 Scheidsrechter: Walter López Castellanos (GUA) Video-assistent: Selvin Brown (HON) |
| 12 juli Gold Cup Halve finale «onderlinge duels» 19:00 uur (UTC−7) | Jesús Ferreira 105'                                                                        |              | 99' Iván Anderson                                                                                 | Snapdragon Stadium, San Diego Toeschouwers: 31.690 Scheidsrechter: Walter López Castellanos (GUA) Video-assistent: Selvin Brown (HON) |
| 12 juli Gold Cup Halve finale «onderlinge duels» 19:00 uur (UTC−7) | Strafschoppen                                                                              |              |                                                                                                   | Snapdragon Stadium, San Diego Toeschouwers: 31.690 Scheidsrechter: Walter López Castellanos (GUA) Video-assistent: Selvin Brown (HON) |
| 12 juli Gold Cup Halve finale «onderlinge duels» 19:00 uur (UTC−7) | Jesús Ferreira Djordje Mihailovic Jordan Morris Julian Gressel Matt Miazga Cristian Roldan | 4 – 5        | Fidel Escobar Ismael Díaz Cristian Martínez Yoel Bárcenas Cecilio Waterman Adalberto Carrasquilla | Snapdragon Stadium, San Diego Toeschouwers: 31.690 Scheidsrechter: Walter López Castellanos (GUA) Video-assistent: Selvin Brown (HON) |

|                                                              |                      |       |        | |
| 16 juli Gold Cup Finale «onderlinge duels» 16:30 uur (UTC−7) | Mexico               | 1 – 0 | Panama | SoFi Stadium, Inglewood Toeschouwers: 72.963 Scheidsrechter: Said Martínez (HON) Video-assistent: Ricardo Montero (CRC) |
| 16 juli Gold Cup Finale «onderlinge duels» 16:30 uur (UTC−7) | Santiago Giménez 88' |       |        | SoFi Stadium, Inglewood Toeschouwers: 72.963 Scheidsrechter: Said Martínez (HON) Video-assistent: Ricardo Montero (CRC) |

|  |  |  |  |  |  |  |  |  |

|                                                                    |                    |       |                                     |                                                                                               |
| 27 augustus Vriendschappelijk «onderlinge duels» 16:00 uur (UTC−4) | Bolivia            | 1 – 2 | Panama                              | Estadio Félix Capriles, Cochabamba Toeschouwers: 8.000 Scheidsrechter: Pablo Echavarría (ARG) |
| 27 augustus Vriendschappelijk «onderlinge duels» 16:00 uur (UTC−4) | Luciano Ursino 52' |       | 12' Kahiser Lenis 87' Kahiser Lenis | Estadio Félix Capriles, Cochabamba Toeschouwers: 8.000 Scheidsrechter: Pablo Echavarría (ARG) |

|                                                               |                                                                  |       |            |                                                                                            |
| 7 september CONCACAF Nations League Groep A 19:00 uur (UTC−5) | Panama                                                           | 3 – 0 | Martinique | Estadio Universidad Latina, Penonomé Toeschouwers: 3.145 Scheidsrechter: Marco Ortíz (MEX) |
| 7 september CONCACAF Nations League Groep A 19:00 uur (UTC−5) | José Fajardo 9' Boris Moltenis 47' (e.d.) Cecilio Waterman 90+3' |       |            | Estadio Universidad Latina, Penonomé Toeschouwers: 3.145 Scheidsrechter: Marco Ortíz (MEX) |

|                                                                                   |                  |       |                      | |
| 10 september CONCACAF Nations League Groep A «onderlinge duels» 18:00 uur (UTC−6) | Guatemala        | 1 – 1 | Panama               | Estadio Doroteo Guamuch Flores, Guatemala-Stad Toeschouwers: 18.313 Scheidsrechter: Said Martínez (HON) |
| 10 september CONCACAF Nations League Groep A «onderlinge duels» 18:00 uur (UTC−6) | Oscar Santis 71' |       | 7' (pen.) Eric Davis | Estadio Doroteo Guamuch Flores, Guatemala-Stad Toeschouwers: 18.313 Scheidsrechter: Said Martínez (HON) |

|                                                                                 |                     |       |                                           |                                                                     |
| 13 oktober CONCACAF Nations League Groep A «onderlinge duels» 17:00 uur (UTC−4) | Curaçao             | 1 – 2 | Panama                                    | Ergilio Hatostadion, Willemstad Scheidsrechter: Ismail Elfath (USA) |
| 13 oktober CONCACAF Nations League Groep A «onderlinge duels» 17:00 uur (UTC−4) | Rangelo Janga 90+4' |       | 29' Yoel Bárcenas 77' José Luis Rodríguez | Ergilio Hatostadion, Willemstad Scheidsrechter: Ismail Elfath (USA) |

|                                                                                 |                                                                    |       |           | |
| 17 oktober CONCACAF Nations League Groep A «onderlinge duels» 20:00 uur (UTC−5) | Panama                                                             | 3 – 0 | Guatemala | Estadio Rommel Fernández, Panama-Stad Toeschouwers: 13.536 Scheidsrechter: Armando Villarreal (USA) |
| 17 oktober CONCACAF Nations League Groep A «onderlinge duels» 20:00 uur (UTC−5) | Adalberto Carrasquilla 14' Eric Davis 48' (pen.) Abdiel Ayarza 90' |       |           | Estadio Rommel Fernández, Panama-Stad Toeschouwers: 13.536 Scheidsrechter: Armando Villarreal (USA) |

|                                                                                      |            |                                                          |        |                                                                                             |
| 16 november CONCACAF Nations League Kwartfinale «onderlinge duels» 21:00 uur (UTC−6) | Costa Rica | 0 – 3                                                    | Panama | Estadio Ricardo Saprissa, San José Toeschouwers: 17.787 Scheidsrechter: Mario Escobar (GUA) |
| 16 november CONCACAF Nations League Kwartfinale «onderlinge duels» 21:00 uur (UTC−6) |            | 4' Michael Murillo 29' José Fajardo 60' Cecilio Waterman |        | Estadio Ricardo Saprissa, San José Toeschouwers: 17.787 Scheidsrechter: Mario Escobar (GUA) |

|                                                                                      |                                                                   |       |                     |                                                                                                |
| 20 november CONCACAF Nations League Kwartfinale «onderlinge duels» 21:00 uur (UTC−5) | Panama                                                            | 3 – 1 | Costa Rica          | Estadio Rommel Fernández, Panama-Stad Toeschouwers: 15.288 Scheidsrechter: Said Martínez (HON) |
| 20 november CONCACAF Nations League Kwartfinale «onderlinge duels» 21:00 uur (UTC−5) | José Fajardo 21' José Luis Rodríguez 24' Yoel Bárcenas 43' (pen.) |       | 52' Francisco Calvo | Estadio Rommel Fernández, Panama-Stad Toeschouwers: 15.288 Scheidsrechter: Said Martínez (HON) |

### 2024
|                                                                                    |        |                                                          |        | |
| 21 maart CONCACAF Nations League Halve finale «onderlinge duels» 21:15 uur (UTC−5) | Panama | 0 – 3                                                    | Mexico | AT&T Stadium, Arlington Toeschouwers: 40.926 Scheidsrechter: Walter López (GUA) Video-assistent: Benjamín Pineda (CRC) |
| 21 maart CONCACAF Nations League Halve finale «onderlinge duels» 21:15 uur (UTC−5) |        | 40' Edson Álvarez 43' Julián Quiñones 67' Orbelín Pineda |        | AT&T Stadium, Arlington Toeschouwers: 40.926 Scheidsrechter: Walter López (GUA) Video-assistent: Benjamín Pineda (CRC) |

|                                                                                    |        |                      |         |                                                                                                 |
| 24 maart CONCACAF Nations League Troostfinale «onderlinge duels» 17:00 uur (UTC−5) | Panama | 0 – 1                | Jamaica | AT&T Stadium, Arlington Scheidsrechter: Tori Penso (USA) Video-assistent: Edvin Jurisevic (USA) |
| 24 maart CONCACAF Nations League Troostfinale «onderlinge duels» 17:00 uur (UTC−5) |        | 42' Dexter Lembikisa |         | AT&T Stadium, Arlington Scheidsrechter: Tori Penso (USA) Video-assistent: Edvin Jurisevic (USA) |

|                                            |                                   |       |                                   |                                                                                          |
| 29 mei Vriendschappelijk 19:00 uur (UTC+2) | Catalonië                         | 2 – 2 | Panama                            | Nova Creu Alta, Sabadell Toeschouwers: 5.859 Scheidsrechter: Víctor García Verdura (ESP) |
| 29 mei Vriendschappelijk 19:00 uur (UTC+2) | Ferran Jutglà 9' Carles Aleñá 50' |       | 17' Eric Davis 27' Freddy Góndola | Nova Creu Alta, Sabadell Toeschouwers: 5.859 Scheidsrechter: Víctor García Verdura (ESP) |

|                                            |         |                                           |        |                                                                                        |
| 31 mei Vriendschappelijk 20:00 uur (UTC+2) | Galicië | 0 – 2                                     | Panama | Estadio Balaídos, Vigo Toeschouwers: 16.000 Scheidsrechter: Alejandro Muñiz Ruiz (ESP) |
| 31 mei Vriendschappelijk 20:00 uur (UTC+2) |         | 24' (pen.) Eric Davis 40' Roderick Miller |        | Estadio Balaídos, Vigo Toeschouwers: 16.000 Scheidsrechter: Alejandro Muñiz Ruiz (ESP) |

|                                                                          |                                               |       |        | |
| 6 juni WK-kwalificatie Tweede ronde «onderlinge duels» 19:30 uur (UTC−5) | Panama                                        | 2 – 0 | Guyana | Estadio Rommel Fernández, Panama-Stad Toeschouwers: 8.575 Scheidsrechter: Filiberto Martinez (SLV) |
| 6 juni WK-kwalificatie Tweede ronde «onderlinge duels» 19:30 uur (UTC−5) | Cristian Martínez 62' José Luis Rodríguez 65' |       |        | Estadio Rommel Fernández, Panama-Stad Toeschouwers: 8.575 Scheidsrechter: Filiberto Martinez (SLV) |

|                                                                          |                  |       |                                                           |                                                                                              |
| 9 juni WK-kwalificatie Tweede ronde «onderlinge duels» 19:00 uur (UTC−6) | Montserrat       | 1 – 3 | Panama                                                    | Estadio Nacional, Managua (Nicaragua) Toeschouwers: 155 Scheidsrechter: Ismael Cornejo (SLV) |
| 9 juni WK-kwalificatie Tweede ronde «onderlinge duels» 19:00 uur (UTC−6) | Kaleem Simon 49' |       | 41' Jovani Welch 62' José Fajardo 71' José Luis Rodríguez | Estadio Nacional, Managua (Nicaragua) Toeschouwers: 155 Scheidsrechter: Ismael Cornejo (SLV) |

|                                                                |        |                       |          |                                                                                             |
| 16 juni Vriendschappelijk «onderlinge duels» 17:30 uur (UTC−5) | Panama | 0 – 1                 | Paraguay | Estadio Rommel Fernández, Panama-Stad Toeschouwers: 5.000 Scheidsrechter: David Gómez (CRC) |
| 16 juni Vriendschappelijk «onderlinge duels» 17:30 uur (UTC−5) |        | 25' Gustavo Velázquez |          | Estadio Rommel Fernández, Panama-Stad Toeschouwers: 5.000 Scheidsrechter: David Gómez (CRC) |

| Copa América 2024 |
| ----------------- |

|                                                                   |                                                           |       |                       |                                                                                        |
| 23 juni Copa América Groep C «onderlinge duels» 21:00 uur (UTC−4) | Uruguay                                                   | 3 – 1 | Panama                | Hard Rock Stadium, Miami Gardens Toeschouwers: 33.425 Scheidsrechter: Piero Maza (CHI) |
| 23 juni Copa América Groep C «onderlinge duels» 21:00 uur (UTC−4) | Maximiliano Araújo 16' Darwin Núñez 85' Matías Viña 90+1' |       | 90+5' Michael Murillo | Hard Rock Stadium, Miami Gardens Toeschouwers: 33.425 Scheidsrechter: Piero Maza (CHI) |

|                                                                   |                                     |       |                     |                                                                                       |
| 27 juni Copa América Groep C «onderlinge duels» 18:00 uur (UTC−4) | Panama                              | 2 – 1 | Verenigde Staten    | Mercedes-Benz Stadium, Atlanta Toeschouwers: 59.145 Scheidsrechter: Iván Barton (SLV) |
| 27 juni Copa América Groep C «onderlinge duels» 18:00 uur (UTC−4) | César Blackman 26' José Fajardo 83' |       | 22' Folarin Balogun | Mercedes-Benz Stadium, Atlanta Toeschouwers: 59.145 Scheidsrechter: Iván Barton (SLV) |

|                                                                  |                   |       |                                                         |                                                                                  |
| 1 juli Copa América Groep C «onderlinge duels» 21:00 uur (UTC−4) | Bolivia           | 1 – 3 | Panama                                                  | Inter&Co Stadium, Orlando Toeschouwers: 16.129 Scheidsrechter: Edina Alves (BRA) |
| 1 juli Copa América Groep C «onderlinge duels» 21:00 uur (UTC−4) | Bruno Miranda 69' |       | 22' José Fajardo 79' Eduardo Guerrero 90+1' César Yanis | Inter&Co Stadium, Orlando Toeschouwers: 16.129 Scheidsrechter: Edina Alves (BRA) |

|                                                                      | |       |        |                                                                                          |
| 6 juli Copa América Kwartfinale «onderlinge duels» 15:00 uur (UTC−7) | Colombia                                                                                            | 5 – 0 | Panama | State Farm Stadium, Glendale Toeschouwers: 39.740 Scheidsrechter: Maurizio Mariani (ITA) |
| 6 juli Copa América Kwartfinale «onderlinge duels» 15:00 uur (UTC−7) | Jhon Córdoba 8' James Rodríguez 15' (pen.) Luis Díaz 41' Richard Ríos 70' Miguel Borja 90+4' (pen.) |       |        | State Farm Stadium, Glendale Toeschouwers: 39.740 Scheidsrechter: Maurizio Mariani (ITA) |

|  |  |  |  |  |  |  |  |  |

|                                                                   |                                    |       |        |                                                                            |
| 12 oktober Vriendschappelijk «onderlinge duels» 21:00 uur (UTC−5) | Verenigde Staten                   | 2 – 0 | Panama | Q2 Stadium, Austin Toeschouwers: 20.239 Scheidsrechter: Katia García (MEX) |
| 12 oktober Vriendschappelijk «onderlinge duels» 21:00 uur (UTC−5) | Yunus Musah 49' Ricardo Pepi 90+4' |       |        | Q2 Stadium, Austin Toeschouwers: 20.239 Scheidsrechter: Katia García (MEX) |

|                                                                   |                                   |       |                  |                                                                          |
| 15 oktober Vriendschappelijk «onderlinge duels» 19:30 uur (UTC−4) | Canada                            | 2 – 1 | Panama           | BMO Field, Toronto Toeschouwers: 23.315 Scheidsrechter: Tori Penso (USA) |
| 15 oktober Vriendschappelijk «onderlinge duels» 19:30 uur (UTC−4) | Cyle Larin 44' Jonathan David 87' |       | 69' José Fajardo | BMO Field, Toronto Toeschouwers: 23.315 Scheidsrechter: Tori Penso (USA) |

|                                                                                      |            |                         |        |                                                                                     |
| 14 november CONCACAF Nations League Kwartfinale «onderlinge duels» 20:00 uur (UTC−6) | Costa Rica | 0 – 1                   | Panama | Estadio Nacional, San José Toeschouwers: 29.201 Scheidsrechter: Said Martínez (HON) |
| 14 november CONCACAF Nations League Kwartfinale «onderlinge duels» 20:00 uur (UTC−6) |            | 66' (pen.) José Fajardo |        | Estadio Nacional, San José Toeschouwers: 29.201 Scheidsrechter: Said Martínez (HON) |

|                                                                                      |                                              |       |                                        | |
| 18 november CONCACAF Nations League Kwartfinale «onderlinge duels» 21:00 uur (UTC−5) | Panama                                       | 2 – 2 | Costa Rica                             | Estadio Rommel Fernández, Panama-Stad Toeschouwers: 21.249 Scheidsrechter: César Arturo Ramos (MEX) |
| 18 november CONCACAF Nations League Kwartfinale «onderlinge duels» 21:00 uur (UTC−5) | César Blackman 14' José Luis Rodríguez 45+3' |       | 24' Alejandro Bran 73' Alonso Martínez | Estadio Rommel Fernández, Panama-Stad Toeschouwers: 21.249 Scheidsrechter: César Arturo Ramos (MEX) |

### 2025
|                                                                   | |       |                             |                                                                                     |
| 8 februari Vriendschappelijk «onderlinge duels» 20:30 uur (UTC−3) | Chili | 6 – 1 | Panama                      | Estadio Nacional, Santiago Toeschouwers: 24.500 Scheidsrechter: Darío Herrera (ARG) |
| 8 februari Vriendschappelijk «onderlinge duels» 20:30 uur (UTC−3) | Nicolás Guerra 2' Ariel Uribe 5' Nicolás Guerra 25' Nicolás Guerra 42' Lucas Cepeda 53' Steffan Pino 82' |       | 30' (pen.) Cecilio Waterman | Estadio Nacional, Santiago Toeschouwers: 24.500 Scheidsrechter: Darío Herrera (ARG) |

|                                                                                    |                  |                        |        | |
| 20 maart CONCACAF Nations League Halve finale «onderlinge duels» 16:00 uur (UTC−7) | Verenigde Staten | 0 – 1                  | Panama | SoFi Stadium, Inglewood Scheidsrechter: Oshane Nation (JAM) Video-assistent: Daneon Parchment (JAM) |
| 20 maart CONCACAF Nations League Halve finale «onderlinge duels» 16:00 uur (UTC−7) |                  | 90+4' Cecilio Waterman |        | SoFi Stadium, Inglewood Scheidsrechter: Oshane Nation (JAM) Video-assistent: Daneon Parchment (JAM) |

|                                                                              |                                           |       |                                     | |
| 23 maart CONCACAF Nations League Finale «onderlinge duels» 18:30 uur (UTC−7) | Mexico                                    | 2 – 1 | Panama                              | SoFi Stadium, Inglewood Toeschouwers: 68.212 Scheidsrechter: Mario Escobar (GUA) Video-assistent: Tatiana Guzmán (NCA) |
| 23 maart CONCACAF Nations League Finale «onderlinge duels» 18:30 uur (UTC−7) | Raúl Jiménez 8' Raúl Jiménez 90+2' (pen.) |       | 45+2' (pen.) Adalberto Carrasquilla | SoFi Stadium, Inglewood Toeschouwers: 68.212 Scheidsrechter: Mario Escobar (GUA) Video-assistent: Tatiana Guzmán (NCA) |

|                                                                       |        |   |        |                                                    |
| 7 juni WK-kwalificatie Tweede ronde «onderlinge duels» n.n.b. (UTC−6) | Belize | – | Panama | n.n.b. Toeschouwers: n.n.b. Scheidsrechter: n.n.b. |
| 7 juni WK-kwalificatie Tweede ronde «onderlinge duels» n.n.b. (UTC−6) |        |   |        | n.n.b. Toeschouwers: n.n.b. Scheidsrechter: n.n.b. |

|                                                                        |        |   |           |                                                    |
| 10 juni WK-kwalificatie Tweede ronde «onderlinge duels» n.n.b. (UTC−5) | Panama | – | Nicaragua | n.n.b. Toeschouwers: n.n.b. Scheidsrechter: n.n.b. |
| 10 juni WK-kwalificatie Tweede ronde «onderlinge duels» n.n.b. (UTC−5) |        |   |           | n.n.b. Toeschouwers: n.n.b. Scheidsrechter: n.n.b. |

| CONCACAF Gold Cup 2025 |
| ---------------------- |

|                                            |        |   |            |                                                                                |
| 16 juni Gold Cup Groep C 16:00 uur (UTC−7) | Panama | – | Guadeloupe | Dignity Health Sports Park, Carson Toeschouwers: n.n.b. Scheidsrechter: n.n.b. |
| 16 juni Gold Cup Groep C 16:00 uur (UTC−7) |        |   |            | Dignity Health Sports Park, Carson Toeschouwers: n.n.b. Scheidsrechter: n.n.b. |

|                                                               |           |   |        |                                                                |
| 20 juni Gold Cup Groep C «onderlinge duels» 21:00 uur (UTC−5) | Guatemala | – | Panama | Q2 Stadium, Austin Toeschouwers: n.n.b. Scheidsrechter: n.n.b. |
| 20 juni Gold Cup Groep C «onderlinge duels» 21:00 uur (UTC−5) |           |   |        | Q2 Stadium, Austin Toeschouwers: n.n.b. Scheidsrechter: n.n.b. |

|                                                               |        |   |         |                                                                |
| 24 juni Gold Cup Groep C «onderlinge duels» 18:00 uur (UTC−5) | Panama | – | Jamaica | Q2 Stadium, Austin Toeschouwers: n.n.b. Scheidsrechter: n.n.b. |
| 24 juni Gold Cup Groep C «onderlinge duels» 18:00 uur (UTC−5) |        |   |         | Q2 Stadium, Austin Toeschouwers: n.n.b. Scheidsrechter: n.n.b. |

|  |  |  |  |  |  |  |  |  |

FEPAFUT · A-internationals · Selecties · Bondscoaches · Panamees vrouwenelftal · Panama U21 · Panama U20 · Panama U19 · Panama U18 · Panama U17
1930 – 1949 · 
1950 – 1959 · 
1960 – 1969 · 
1970 – 1979 · 
1980 – 1989 · 
1990 – 1999 · 
2000 – 2009 · 
2010 – 2019 ·
2020 – 2029
CGC 1991 · 
CGC 1993 · 
CGC 1996 · 
CGC 1998 · 
CGC 2000 · 
CGC 2002 · 
CGC 2003 · 
CGC 2005 · 
CGC 2007 · 
CGC 2009 · 
CGC 2011 · 
CGC 2013 · 
CGC 2021
WK 2018
1938 · 
1939 · 
1940 · 
1941 · 
1942 · 1943 · 1944 · 1945 · 
1946 · 
1947 · 
1948 · 
1949 · 
1950 · 
1951 · 
1952 · 
1953 · 
1954 · 
1955 · 
1956 · 
1957 · 
1958 · 
1959 · 
1960 · 
1961 · 
1962 · 
1963 · 
1964 · 
1965 · 
1966 · 
1967 · 
1968 · 
1969 · 
1970 · 
1971 · 
1972 · 
1973 · 
1974 · 
1975 · 
1976 · 
1977 · 
1978 · 
1979 · 
1980 · 
1981 · 
1982 · 
1983 · 
1984 · 
1985 · 
1986 · 
1987 · 
1988 · 
1989 · 
1990 · 
1991 · 
1992 · 
1993 · 
1994 · 
1995 · 
1996 · 
1997 · 
1998 · 
1999 · 
2000 · 
2001 · 
2002 · 
2003 · 
2004 · 
2005 · 
2006 · 
2007 · 
2008 · 
2009 · 
2010 · 
2011 · 
2012 · 
2013 · 
2014 · 
2015 · 
2016 · 
2017 ·
2018 ·
2019 ·
2020 ·
2021 ·
2022 ·
2023 ·
2024
Anguilla ·
Argentinië · 
Armenië · 
Aruba · 
Bahama's ·
Bahrein ·
Barbados ·
België · 
Belize · 
Bermuda · 
Bolivia · 
Brazilië · 
Canada · 
Chili · 
Colombia · 
Costa Rica · 
Cuba · 
Curaçao ·
Denemarken ·
Dominica · 
Dominicaanse Republiek · 
Ecuador · 
El Salvador · 
Engeland · 
Grenada · 
Guadeloupe ·
Guatemala · 
Guyana · 
Haïti · 
Honduras · 
Iran · 
Jamaica · 
Japan · 
Kameroen ·
Mexico · 
Montserrat ·
Nederlandse Antillen · 
Nicaragua · 
Noord-Ierland ·
Noorwegen ·
Paraguay · 
Peru · 
Portugal · 
Puerto Rico · 
Qatar ·
Saint Lucia · 
Saoedi-Arabië ·
Servië ·
Spanje · 
Taiwan · 
Trinidad en Tobago ·
Tunesië ·  
Uruguay ·  
Venezuela · 
Verenigde Staten ·
Wales ·
Zuid-Afrika ·
Zuid-Korea ·
Zwitserland
België (2018) ·
Engeland (2018) ·
Tunesië (2018)
CONMEBOL: Argentinië · Bolivia · Brazilië · Chili · Colombia · Ecuador · Paraguay · Peru · Uruguay · Venezuela

UEFA: Albanië · Andorra · Armenië · Azerbeidzjan · België · Bosnië en Herzegovina · Bulgarije · Cyprus · Denemarken · Duitsland · Engeland · Estland · Faeröer · Finland · Frankrijk · Georgië · Gibraltar · Griekenland · Hongarije · IJsland · Ierland · Israël · Italië · Kazachstan · Kosovo · Kroatië · Letland · Liechtenstein · Litouwen · Luxemburg · Malta · Moldavië · Montenegro · Nederland · Noord-Ierland · Noord-Macedonië · Noorwegen · Oekraïne · Oostenrijk · Polen · Portugal · Roemenië · Rusland · San Marino · Schotland · Servië · Slovenië · Slowakije · Spanje · Tsjechië · Turkije · Wales · Wit-Rusland · Zweden · Zwitserland

AFC: Australië · China · Irak · Iran · Japan · Libanon · Oezbekistan · Oman · Qatar · Saoedi-Arabië · Syrië · Verenigde Arabische Emiraten · Vietnam · Zuid-Korea

CAF: Algerije · Burkina Faso · Congo-Kinshasa · Egypte · Ghana · Ivoorkust · Kaapverdië · Kameroen · Mali · Marokko · Nigeria · Senegal · Tunesië · Zuid-Afrika

CONCACAF: Canada · Costa Rica · Curaçao · El Salvador · Honduras · Jamaica · Mexico · Panama · Suriname · Verenigde Staten

OFC: Nieuw-Zeeland